# Рельсовый шутер
Рельсовый шутер (англ. rail shooter) — жанр компьютерных игр, одна из разновидностей жанра shoot ’em up, в которой персонаж ограничен в движении заданной траекторией, изредка с незначительными отклонениями от неё, что напоминает поездку по рельсам. Двигаясь по траектории, игроки должны прицеливаться и стрелять во врагов, уворачиваясь от вражеских снарядов. Зачастую игрок управляет космическим кораблём, облетающим препятствия, однако в некоторых играх действие происходит во время ходьбы, бега или вождения автомобиля. Жанр зародился в аркадных играх, а также получил широкое распространение на консоли Wii благодаря наличию контроллера Wii Remote.

## История
Жанр зародился в аркадных играх, среди прародителей были Space Harrier (1985) и After Burner (1987), обе разработаны компанией Sega. Игра Star Fox (1993) ещё больше популяризировала рельсовые шутеры, поскольку в ней появилась трёхмерная графика. К середине 1990-х годов в аркадах стали популярны шутеры от первого лица, такие как Time Crisis (1995) и The House of the Dead (1996). Высокие оценки современников получили Panzer Dragoon (1995) и Panzer Dragoon II Zwei (1996), а вышедшая в 1997 году Star Fox 64 получила широкую известность благодаря графике, дизайну уровней и нелинейности. Тем не менее, это была последняя игра серии Star Fox, в которой преобладал классический игровой процесс рельсового шутера, в дальнейшем Nintendo полностью перешла к трёхмерным платформерам. Pokémon Snap (1999) привнесла в жанр концепцию мирного исследования без уклона в боевые действия, а также популяризировала жанр симулятора фотографа.
Начиная с конца 1990-х годов, жанр начал терять популярность, игровой процесс «на рельсах» стал восприниматься негативно из-за чрезмерной простоты и примитивности, хотя такие игры, как Panzer Dragoon Orta (2002), всё ещё выходили. Застой продолжался до появления контроллеров движения для домашних консолей, что привело к возрождению жанра благодаря крупным сторонним релизам с геймплеем, ориентированным на световые пистолеты. Среди таких игр — The House of the Dead: Overkill (2009), приквел оригинальной игры в стиле эксплуатационного кино, и Dead Space: Extraction (2009), спин-офф серии Dead Space в жанре survival horror, хотя разработчики, столкнувшись с критикой из-за отличий от версий для Xbox 360 и PS3, старались не использовать слово «рельсовый» для его описания. Resident Evil: The Darkside Chronicles (2009) использовала эффект дрожащей камеры, а игра Sin and Punishment: Successor of the Skies (2009) получила высокую оценку за впечатляющую графику. Для Kinect тоже выходили свои игры, например Child of Eden (2011), хотя другие разработчики избегали создания рельсовых шутеров, опасаясь негативной реакции.
С падением популярности контроллеров движений жанр снова пришёл в упадок; выходящие игры вроде Crimson Dragon (2013) стали малочисленными и низкокачественными. Хотя многие современные игры ограничивают игрока линейными уровнями, они всё же позволяют свободно перемещаться по ним. Жанр рельсовых шутеров сохранился практически только в инди-играх, таких как Ex-Zodiac — игре в ретро-стиле, вдохновленной серией Star Fox.